# Barela Rock
Der Barela Rock ist ein Felsvorsprung im Süden der Przybyszewski-Insel im Marshall-Archipel vor der Saunders-Küste des westantarktischen Marie-Byrd-Lands.
Der United States Geological Survey kartierte ihn anhand eigener Vermessungen und Luftaufnahmen der United States Navy aus den Jahren von 1959 bis 1965. Das Advisory Committee on Antarctic Names benannte ihn nach dem Flugzeugmechaniker Ruben E. Barela von der US Navy, der 1967 zur Mannschaft auf der McMurdo-Station gehörte.